# Nationale Taras-Schewtschenko-Universität Luhansk
Die Nationale Taras-Schewtschenko-Universität Luhansk, „LNU“ (ukrainisch Луганський національний університет імені Тараса Шевченка) in der ukrainischen Stadt Luhansk ist die älteste Universität des Donbas. Der Betrieb wird derzeit von Starobilsk aus aufrechterhalten, da Luhansk im Zuge des Krieges in der Ukraine von prorussischen Rebellen besetzt ist. 2022 erfolgte die Verlegung an den aktuellen Standort Poltawa.

## Geschichte
Die Universität wurde als Lehrerausbildungsstätte der Ukraine 1921 gegründet. 1939 wurde die Hochschule nach dem ukrainischen Nationaldichter Taras Schewtschenko benannt und erhielt 1998 die Akkreditierung zur Volluniversität. 2003 wurde sie National-Universität und setzte als erste ukrainische Universität den Bologna-Prozess um.

## Fakultäten
- Fakultät für Ausländische Sprachen
- Fakultät für Geschichte
- Fakultät für Pädagogik und Psychologie
- Naturwissenschaftliche Fakultät
- Fakultät für Ukrainische Philologie
- Fakultät für Präparationswissenschaften
- Rovenki Faculty
- Starobelsk Fakultät

## Nutzung als Gefängnis
Betroffene berichteten 2016, dass sie von Separatistischen Kämpfern in ein illegales Gefängnis auf dem Universitätsgelände gesperrt wurden. Ein Opfer berichtete, in das Maschinenbau-Institut der Universität von Luhansk gesperrt und dort gefoltert worden zu sein. Vermeintliche Gegner der Separatisten wurden hier festgehalten und über mehrere Monate gefoltert.